# کشور بیریو
دولت بیر‌یو(هانجا: 沸流国)، یک قدرت سیاسی باستانی در شمال شرقی چین بود که در حوضه رودخانه هون‌جیانگ یا یکی از شاخه‌های فرعی آن، رودخانه فوله، قرار داشت. در سومین سال دوره جیان‌ژائو (۳۶ پیش از میلاد)، در زمان امپراتور یوان از سلسله هان غربی، این دولت تسلیم امپراتوری گوگوریو شد.
بر اساس «سوابق سه پادشاهی»، جومونگ، بنیان‌گذار گوگوریو، پس از تأسیس پایتخت خود در کنار رودخانه بیر‌یو، برگ‌های سبزیجاتی را مشاهده کرد که در پایین‌دست رودخانه شناور بودند. او دریافت که مردمانی در بالادست رودخانه ساکن‌اند، بنابراین به سوی بالادست و پادشاهی بیر‌یو حرکت کرد. سونگ‌یانگ، پادشاه بیر‌یو، برای دیدار با جومونگ بیرون آمد و گفت: «من نسل‌هاست که در این سرزمین پادشاهی می‌کنم، اما قلمرو من برای دو پادشاه، من و تو، بسیار کوچک است. تو که تازه‌واردی، چرا خراجگزار من نمی‌شوی؟» جومونگ از این پیشنهاد، بسیار خشمگین شد و در مسابقه تیراندازی با سونگ‌رانگ به رقابت پرداخت، اما سونگ‌رانگ نتوانست با او برابری کند. در سال بعد (۳۶ پیش از میلاد)، سونگ‌رانگ تسلیم گوگوریو شد و پادشاهی بیر‌یو به قبیله دومو تبدیل گردید.
پس از الحاق به گوگوریو، سونگ‌یانگ به عنوان رئیس قبیله داوو به خدمت ادامه داد. دختر او با پسر جومونگ، که بعدها به پادشاه یوری شهرت یافت، ازدواج کرد. قبیله بیر‌یو برای مدت‌ها پس از آن نقش برجسته‌ای در سیاست گوگوریو ایفا کرد.